# Aradus coarctatus
Aradus coarctatus är en insektsart som beskrevs av Heidemann 1907. Aradus coarctatus ingår i släktet Aradus och familjen barkskinnbaggar. Inga underarter finns listade i Catalogue of Life.